# Чемпіонат Південної Америки з легкої атлетики в приміщенні 2020
Чемпіонат Південної Америки з легкої атлетики в приміщенні 2020 пройшов 1-2 лютого на «Estadio Municipal» в Кочабамбі та став першою в історії південноамериканської легкої атлетики континентальною першістю в приміщенні.

## Призери

### Чоловіки
| Дисципліни            | Золото                                                         | Золото  | Срібло                                                                   | Срібло  | Бронза                      | Бронза  |
| --------------------- | -------------------------------------------------------------- | ------- | ------------------------------------------------------------------------ | ------- | --------------------------- | ------- |
| 60 метрів             | Джеффрі Ванан Суринам                                          | 6,80    | Рафаель Васкес Венесуела                                                 | 6,85    | Франко Флоріо Аргентина     | 6,85    |
| 200 метрів            | Вірхіліо Гріггс Панама                                         | 20,81   | Рафаель Васкес Венесуела                                                 | 21,34   | Франко Флоріо Аргентина     | 21,89   |
| 400 метрів            | Ельян Ларрехіна Аргентина                                      | 47,52   | Марко Вілка Перу                                                         | 47,84   | Андерсон Енрікес Бразилія   | 47,91   |
| 800 метрів            | Лусіріо Харрідо Венесуела                                      | 1.53,54 | Марко Вілка Перу                                                         | 1.54,11 | Алехандро Пейрано Чилі      | 1.54,52 |
| 1500 метрів           | Федеріко Бруно Аргентина                                       | 3.56,88 | Сантьяго Катрофе Уругвай                                                 | 3.58,18 | Єссі Апаса Болівія          | 4.00,36 |
| 3000 метрів           | Хуан Хорхе Гонсалес Болівія                                    | 8.31.90 | Рубен Ерік Арандо Болівія                                                | 8.41,17 | не вручалась                |         |
| 60 метрів з бар'єрами | Габріел Константіну Бразилія                                   | 7,78    | Едуарду де Деус Бразилія                                                 | 7,81    | Агустін Каррера Аргентина   | 7,87    |
| 4×400 метрів          | БолівіяФернандо Копа Пабло Абан Тіто Гінохоса Себастьян Варгас | 3.25,61 | АргентинаФранко Флоріо Максімільяно Діас Агустін Каррера Ельян Ларрехіна | 3.29,45 | не вручалась                |         |
| Стрибки у висоту      | Фернанду Феррейра Бразилія                                     | 2,25    | Еуре Яньєс Венесуела                                                     | 2,22    | Тьягу Моура Бразилія        | 2,19    |
| Стрибки з жердиною    | Херман К'яравільйо Аргентина                                   | 5,50    | не вручалась                                                             |         | не вручалась                |         |
| Стрибки в довжину     | Алессандру де Мелу Бразилія                                    | 8,08    | Леодан Торреальба Венесуела                                              | 7,72    | Хосе Луїс Мандрос Перу      | 7,72    |
| Потрійний стрибок     | Алессандру де Мелу Бразилія                                    | 17,10   | Матеус де Са Бразилія                                                    | 16,62   | Максімільяно Діас Аргентина | 16,52   |
| Штовхання ядра        | Вільян Дурадо Бразилія                                         | 19,09   | Ігнасіо Карбальйо Аргентина                                              | 18,76   | Альдо Гонсалес Болівія      | 18,73   |

### Жінки
| Дисципліни            | Золото                                                                  | Золото  | Срібло                    | Срібло   | Бронза                    | Бронза  |
| --------------------- | ----------------------------------------------------------------------- | ------- | ------------------------- | -------- | ------------------------- | ------- |
| 60 метрів             | Розанжела Сантус Бразилія                                               | 7,34    | Наталія Лінарес Колумбія  | 7,42     | Марія Вудворд Аргентина   | 7,51    |
| 200 метрів            | Наталія Лінарес Колумбія                                                | 24,19   | Марія Маккена Чилі        | 24,24    | Ноелія Мартінес Аргентина | 24,41   |
| 400 метрів            | Тіффані Марінью Бразилія                                                | 53,34   | Марія Маккена Чилі        | 54,45    | Гейза Коутінью Бразилія   | 54,75   |
| 800 метрів            | Дебора Родрігес Уругвай                                                 | 2.14,14 | Мар'яна Бореллі Аргентина | 2.16,99  | Марія Мараскія Колумбія   | 2.17,98 |
| 1500 метрів           | Марія Фернандес Уругвай                                                 | 4.31,03 | Джоселін Камарго Болівія  | 4.34,94  | Мар'яна Бореллі Аргентина | 4.38,29 |
| 3000 метрів           | Джоселін Камарго Болівія                                                | 9.55,68 | Едіт Мамані Болівія       | 10.00,72 | не вручалась              |         |
| 60 метрів з бар'єрами | Марія Ехігурен Чилі                                                     | 8,40    | Марія Ламболья Аргентина  | 8,67     | Діана Басалар Перу        | 8,85    |
| 4×400 метрів          | БолівіяЛусія Сотомайор Алінні Дельгадільйо Летісія Аріспе Сесілія Гомес | 4.00,77 | не вручалась              |          | не вручалась              |         |
| Стрибки у висоту      | Валділея Мартінс Бразилія                                               | 1,82    | Лорена Айрес Уругвай      | 1,79     | Бетсабе Паес Аргентина    | 1,73    |
| Стрибки з жердиною    | Ніколь Гейн Перу                                                        | 4,00    | Жуліана Кампос Бразилія   | 3,80     | не вручалась              |         |
| Стрибки в довжину     | Наталі Аранда Панама                                                    | 6,58    | Ар'єс Санчес Венесуела    | 6,50     | Еліане Мартінс Бразилія   | 6,44    |
| Потрійний стрибок     | Льюва Сайдавар Еквадор                                                  | 13,52   | Валерія Кіспе Болівія     | 13,15    | Сільвана Сегура Перу      | 13,12   |
| Штовхання ядра        | Жейза Арканжу Бразилія                                                  | 17,09   | Івана Гальярдо Чилі       | 16,53    | не вручалась              |         |

## Медальний залік
| Місце               | Країна              | Золото | Срібло | Бронза | Загалом |
| ------------------- | ------------------- | ------ | ------ | ------ | ------- |
| 1                   | Бразилія            | 9      | 3      | 4      | 16      |
| 2                   | Болівія             | 4      | 4      | 2      | 10      |
| 3                   | Аргентина           | 3      | 4      | 8      | 15      |
| 4                   | Уругвай             | 2      | 2      | 0      | 4       |
| 5                   | Панама              | 2      | 0      | 0      | 2       |
| 6                   | Венесуела           | 1      | 5      | 0      | 6       |
| 7                   | Чилі                | 1      | 3      | 1      | 5       |
| 8                   | Перу                | 1      | 2      | 3      | 6       |
| 9                   | Колумбія            | 1      | 1      | 1      | 3       |
| 10                  | Еквадор             | 1      | 0      | 0      | 1       |
| 10                  | Суринам             | 1      | 0      | 0      | 1       |
| Загалом (11 збірна) | Загалом (11 збірна) | 26     | 24     | 19     | 69      |